# Маленький апокаліпсис
«Маленький апокаліпсис» (пол. Mała apokalipsa) — психологічний антиутопічний роман з елементами політичного гротеску польського письменника Тадеуша Конвіцького. Опублікований 1979 року у Варшаві Незалежним офіційним видавництвом (пол. Niezależna Oficyna Wydawnicza).

## Сюжет
Герой та оповідач книги — письменник, який живе в комуністичній Польщі. У другій половині дня його друзі письменники, які також знаходяться в опозиції, відвідують його і вимагають, щоб того ж дня — на Всенародне свято відродження Польщі — о 20:00, він здійснив акт самоспалення перед будівлею Палацу культури, де якраз проводитиметься партійний з'їзд.

## Видання українською
Тадеуш Конвіцький. Маленький апокаліпсис / переклад з польської Божени Антоняк. — Львів: Урбіно, 2015. — 224 с. ISBN 978-966-2647-21-1